# Eichelsdörfer GmbH
Die Eichelsdörfer GmbH ist ein deutscher Luftfahrttechnischer Betrieb in Bamberg.

## Geschichte
Die Firma wurde 1948 von Hans Eichelsdörfer gegründet. Eichelsdörfer war ein früherer Mitarbeiter des Bamberger Konstrukteurs und Flugzeugbauers Willy Messerschmitt. In dem Handwerksbetrieb wurden Sportboote und Möbel hergestellt und in der Schlosserei Metallarbeiten ausgeführt. Nach der Wiederzulassung des Segelfluges 1951 wurden zunächst zwei Schulgleiter SG 38 und ein Grunau Baby III gebaut. Anschließend wurden zwei Mü 13 E Bergfalke I hergestellt. Zwischen 1952 und 1959 wurden verschiedene Scheibe-Typen in Lizenz produziert. Auch ein Motorflugzeug des Typs Piel CP-301 Emeraude entstand bei Eichelsdörfer. Danach begann die Serienfertigung von ca. 100 K 8b in Lizenz von Schleicher sowie die Herstellung von 40 SB 5 der Akaflieg Braunschweig, von denen die Hälfte als Bausatz ausgeliefert wurden.

## Gegenwart
Heute werden bei Eichelsdörfer Segelflugzeuge und Motorsegler in Holz-, Gemischt- und Faserverbundbauweise repariert, instand gehalten und grundüberholt. Oldtimer wie Stampe SV-4, Fi 156, Bücker 131 oder Bücker 180 Student werden restauriert. Die Fa. Eichelsdörfer ist ferner Musterbetreuer für SB-5, Valentin Mistral C und Kiwi, Focke-Wulf Weihe 50, Olympia Meise und Kranich III, Vogt Lo 100, Lo 150 sowie den Schulgleiter SG 38.
Seit 2005 ist die Firma ein durch die EASA anerkannter Entwicklungsbetrieb (EASA-AP 146) und hat die Zulassungen als CAMO-Betrieb DE.MG.0521 und als Instandhaltungsbetrieb DE.MF.0521 erhalten.
Bekannt ist die Firma auch für Lackierarbeiten. Weitere Tätigkeiten sind Formenbau und die Herstellung von Faserverbundbauteilen für die Industrie sowie von Steuerstangen und Beschlägen für verschiedenen Flugzeughersteller. Die Flugzeugschweißer in der Schlosserei führen alle Arten von Schweißarbeiten an Stahl, Edelstahl und Aluminium aus.